# 计算听力学
计算听力学是听力学的一个分支，运用数学和计算机科学的技术来改进临床治疗方法并深化对听觉系统的科学理解。计算听力学与计算医学密切相关，后者利用定量模型来开发更优的疾病诊断和治疗方法。

## 概述
与传统的听力学和听觉科学研究方法相比，计算听力学更注重预测建模和大规模分析 ("大数据") 而非推论统计和小队列假设检验。计算听力学的目标是将听觉科学、数据科学、信息技术和机器学习领域的进展转化为临床听力学护理。了解人类以及相关动物物种的听力功能和听觉处理的研究代表了支持这一目标的可转化工作。实施更有效的诊断和治疗的研究和开发代表了支持这一目标的转化工作。
对于有听力困难、耳鸣、听觉过敏或平衡问题的人来说，这些进展可能会带来更精确的诊断、新型疗法和先进的康复选项，包括智能假肢和电子健康/移动健康应用程序。对于护理提供者来说，它可以提供可操作的知识和工具，以自动化部分临床路径。
该领域是跨学科的，包括听力学、听觉神经科学、计算机科学、数据科学、机器学习、心理学、信号处理、自然语言处理和前庭学等基础学科。

## 应用
在计算听力学中，模型和算法用于了解控制听觉系统的原理、筛查听力损失、诊断听力障碍、提供康复、生成患者教育模拟等。

### 听力、语音和听觉感知的计算模型
几十年来，现象学和生物物理（计算）模型已经被开发用于模拟人类听觉系统的特性。例子包括基底膜机械特性的模型，,电刺激耳蜗的模型，,中耳力学，,骨传导，和中枢听觉通路的模型。 Saremi等人（2016）比较了7种当代模型，包括并行滤波器组、级联滤波器组、传输线和生物物理模型。 最近，卷积神经网络（CNNs）已经被构建和训练，可以高精度地复制人类听觉功能,或复杂的耳蜗力学。 尽管受生物神经网络互连性的启发，CNNs的架构与自然听觉系统的组织是不同的。

### 电子健康/移动健康（联网听力保健、无线和基于互联网的服务）
在线纯音阈值听力测定（或筛查）测试、电生理测量，例如畸变产物耳声发射（DPOAEs）和噪音中的言语筛查测试，正变得越来越普及，正越来越多地成为提高认识和准确识别不同年龄段听力损失的工具，监测耳毒性和/或噪音的影响，指导耳朵和听力护理决策并为临床医生提供支持。 已经有人提出通过基于智能手机的测试，使用声学反射法和机器学习来检测中耳液体。 智能手机附件也被设计用于进行鼓室测量，以对中耳鼓膜进行声学评估。 人们还制作了连接智能手机的低成本耳机原型，以帮助检测耳蜗发出的微弱耳声发射并进行新生儿听力筛查。

### 听力学和听力保健中的大数据和人工智能
收集大量的听力图 (例如NIOSH或NHANES数据库) 为研究人员提供了发现人口听力状况模式的机会,或训练可以分类听力图的人工智能系统。 机器学习可以用来预测多个因素之间的关系，例如，基于自我报告的听力损失预测抑郁症或基因谱与自我报告的听力损失之间的关系。 助听器和可穿戴设备提供了监测用户声音环境或记录使用模式的选项，这些数据可以用于自动推荐预期能使用户受益的设置。

### 改进听力设备和听觉植入物的计算方法
通过听觉植入物改善康复的方法包括改善音乐感知能力, 电极-神经元接口模型、以及基于人工智能的人工耳蜗佩戴助手。
经过基于机器学习的分类处理的在线调查已被用于诊断体感性耳鸣。自动化 NLP 技术（包括无监督和监督机器学习）已被用于分析有关耳鸣的社交帖子并分析症状的异质性 。

### 听力问题的诊断，促进听力的声学方法
机器学习已应用于听力测验，以创建灵活、高效的评估工具，不需要过多的测试时间来确定某人的听觉状况 。类似地，人们已经创建了基于机器学习的其他听觉测试版本，包括确定耳蜗中的死区或等响度曲线。 

### 信息化研究（远程测试、在线实验、新工具和框架）
信息化研究工具的例子包括远程测试Wiki， 便携式自动化快速测试（PART），生态瞬时评估（EMA）和NIOSH声级计。许多工具可以在网上找到。

## 软件和工具
软件和大型数据集对于计算听力学的开发和应用至关重要。与许多科学计算领域一样，计算听力学领域的很大一部分存在依赖于开源软件及其持续的维护、开发和进步。

## 相关领域
计算生物学、计算医学和计算病理学都是生命科学的跨学科方法，借鉴了数学和信息科学等定量学科。

## 另请参阅
- 聽力學
- 聽覺系統
- 听觉皮层
- 全球听力学（英语：Global Audiology）
- 听觉
- 前庭系统